# 沃斯 (紐約州)
沃斯（英語：Worth）是一個位於美國紐約州傑佛遜縣的鎮。

## 人口
根據2020年美國人口普查的數據，沃斯的面積為112.04平方千米，當中陸地面積為111.82平方千米，而水域面積為0.22平方千米。當地共有人口198人，而人口密度為每平方千米2人。